# 의료물리학자
의학물리학자(Medical physicist)는 의학의 원리와 방법을 예방, 진단 및 치료 분야에 적용하여 제공되는 서비스의 질을 보장하고 환자 및 일반인에게 위험을 예방하는 전문가이다. 일반적으로 의학 물리학자는 물리학을 의학에 적용하는 모든 분야에서, 그리고 특히 암의 진단 및 치료에서 근본적인 역할을 한다. 의학 물리학의 과학적, 기술적 진보는 엄청 났으며 다양한 기술을 통합해야하는 일련의 결과를 낳았다. 따라서 진단 및 치료를 받는 환자에게 제공되는 "의료 서비스"는 상이하지만 보완적인 기술의 결과에 의해 제공되어야 한다.

## 같이 보기
- 임상 실험실 과학자 (임상 과학자)
- 물리에서 출판물 : 생물물리학 및 의학물리학
- 물리학자